# Мезоннетт
Мезоннетт (англ. Maisonnette) — село в Канаді, у провінції Нью-Брансвік, у складі графства Глостер.

## Населення
За даними перепису 2016 року, село нараховувало 495 осіб, показавши скорочення на 13,6%, порівняно з 2011-м роком. Середня густина населення становила 38,4 осіб/км².
З офіційних мов обидвома одночасно володіли 220 жителів, тільки англійською — 5, тільки французькою — 270. Усього 5 осіб вважали рідною мовою не одну з офіційних.
Працездатне населення становило 44,3% усього населення, рівень безробіття — 9,3%.
Середній дохід на особу становив $30 497 (медіана $20 224), при цьому для чоловіків — $37 378, а для жінок $24 095 (медіани — $24 448 та $19 157 відповідно).
24% мешканців мали закінчену шкільну освіту, не мали закінченої шкільної освіти — 42,7%, 34,4% мали післяшкільну освіту, з яких 18,2% мали диплом бакалавра, або вищий.
| Статево-вікова структура населення | Статево-вікова структура населення | Статево-вікова структура населення | Статево-вікова структура населення | Статево-вікова структура населення |
| ---------------------------------- | ---------------------------------- | ---------------------------------- | ---------------------------------- | ---------------------------------- |
|                                    |                                    |                                    |                                    |                                    |
| Всього                             | Всього                             | 49,0%51,0%                         |                                    |                                    |
| 0 — 14 років                       | 0 — 14 років                       |                                    | 7,1%                               | 7,1%                               |
| 15 — 64 років                      | 15 — 64 років                      |                                    | 55,1%                              | 55,1%                              |
| 65 і більше                        | 65 і більше                        |                                    | 37,8%                              | 37,8%                              |
| 85 і більше                        | 85 і більше                        |                                    | 4,1%                               | 4,1%                               |
| Середній вік (років)               | Середній вік (років)               | 53,955,3                           | 54,6                               | 54,6                               |
| Медіана (років)                    | Медіана (років)                    | 57,959,2                           | 58,8                               | 58,8                               |
| — чоловіки — жінки                 |                                    |                                    |                                    |                                    |

| Походження мешканців:     | Походження мешканців:     | Походження мешканців: | Походження мешканців: | Походження мешканців: |
| ------------------------- | ------------------------- | --------------------- | --------------------- | --------------------- |
| Походження                |                           |                       | осіб                  | %                     |
| Корінні американці        | Корінні американці        |                       | 10                    | 1.87%                 |
| Інше північноамериканське | Інше північноамериканське |                       | 470                   | 87.85%                |
| Європейське               | Європейське               |                       | 140                   | 26.17%                |
| британське                | британське                |                       | 15                    | 2.8%                  |
| французьке                | французьке                |                       | 105                   | 19.63%                |

## Клімат
Середня річна температура становить 4,2°C, середня максимальна – 21,2°C, а середня мінімальна – -15,1°C. Середня річна кількість опадів – 1 104 мм.
| Клімат поселення                              | Клімат поселення | Клімат поселення | Клімат поселення | Клімат поселення | Клімат поселення | Клімат поселення | Клімат поселення | Клімат поселення | Клімат поселення | Клімат поселення | Клімат поселення | Клімат поселення | Клімат поселення |
| Показник                                      | Січ.             | Лют.             | Бер.             | Квіт.            | Трав.            | Черв.            | Лип.             | Серп.            | Вер.             | Жовт.            | Лист.            | Груд.            |                  |
| Середній максимум, °C                         | −4,05            | −4,07            | 1,06             | 7,09             | 13,52            | 19,30            | 21,24            | 21,04            | 15,87            | 10,10            | 4,30             | −2,38            |                  |
| Середня температура, °C                       | −9,54            | −9,59            | −4,44            | 1,60             | 8,01             | 13,79            | 17,98            | 17,80            | 12,61            | 6,83             | 1,06             | −5,64            |                  |
| Середній мінімум, °C                          | −15,06           | −15,07           | −9,94            | −3,91            | 2,51             | 8,29             | 14,71            | 14,50            | 9,31             | 3,60             | −2,19            | −8,9             |                  |
| Норма опадів, мм                              | 94               | 76               | 87               | 76               | 92               | 76               | 91               | 106              | 81               | 109              | 108              | 108              |                  |
| Середньомісячна швидкість вітру, м/с          | 5.06             | 4.80             | 4.70             | 4.47             | 4.10             | 3.80             | 3.40             | 3.50             | 3.89             | 4.40             | 4.70             | 5.10             |                  |
| Середньомісячна сонячна радіація, кДж/м²·день | 4753             | 8392             | 12413            | 15761            | 18457            | 20465            | 19773            | 17294            | 12633            | 7789             | 4552             | 3504             |                  |
| --------------------------------------------- | ---------------- | ---------------- | ---------------- | ---------------- | ---------------- | ---------------- | ---------------- | ---------------- | ---------------- | ---------------- | ---------------- | ---------------- | ---------------- |
| Джерело:                                      |                  |                  |                  |                  |                  |                  |                  |                  |                  |                  |                  |                  |                  |